# Ljungby
Ljungby est une ville de Suède, chef-lieu de la commune de Ljungby dans le comté de Kronoberg. 14 810 personnes y vivaient en 2010.

## Personnalités liées à la commune
- Cliff Burton
- Gunnar Törnqvist

## Jumelage
- Šilutė (Lituanie)

## Décès

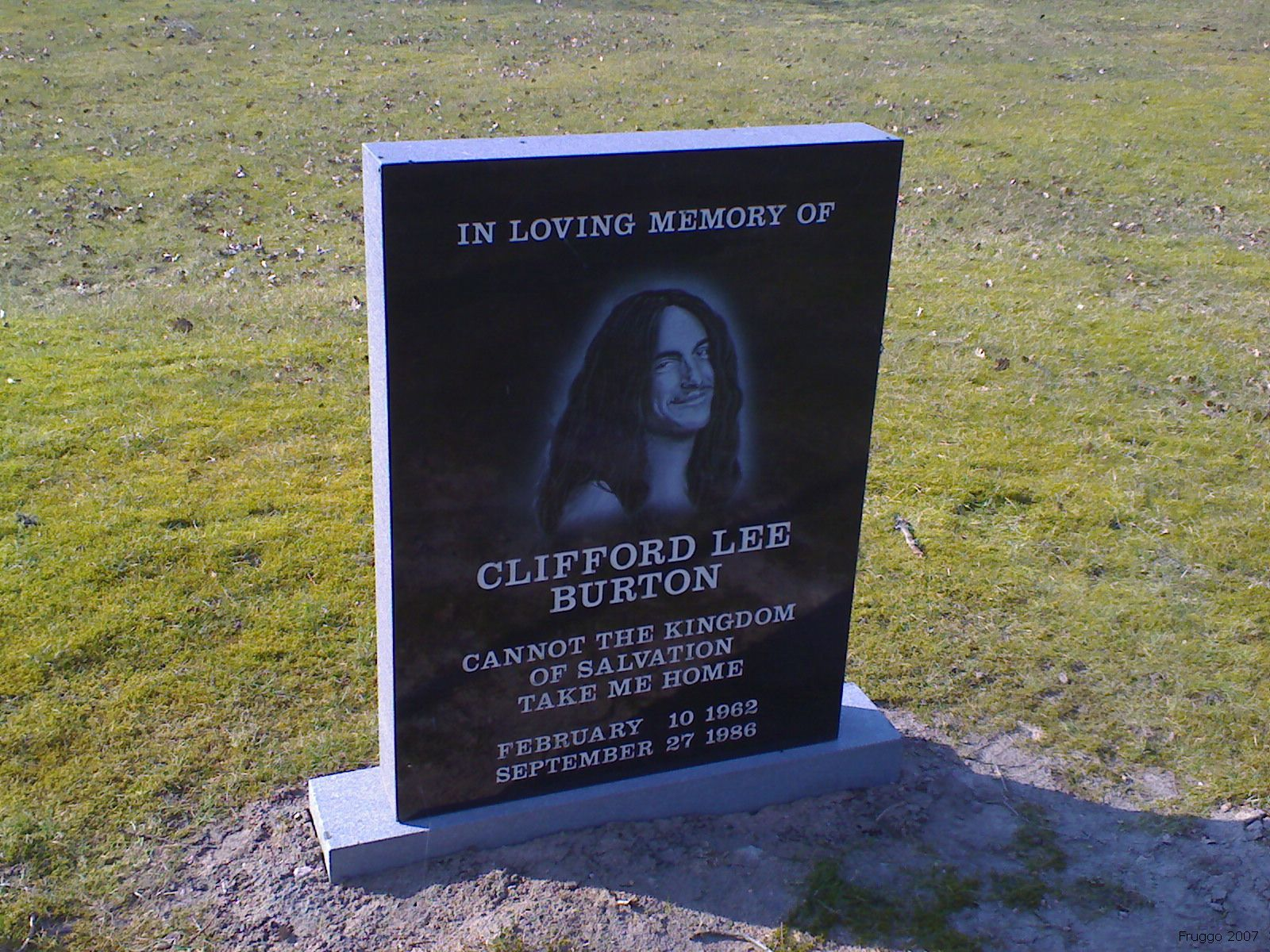
Mémorial en mémoire de Cliff Burton, près du lieu de l'accident.

Le 27 septembre 1986, Cliff Burton, bassiste de Metallica, est mort dans un accident de bus, non loin de la ville sur la route E4 venant du Nord.